# 久喜市立郷土資料館
久喜市立郷土資料館（くきしりつきょうどしりょうかん）は、埼玉県久喜市鷲宮5丁目にある資料館である。久喜市立鷲宮図書館と同一の建物の2階部分である。

## 概要
北葛飾郡鷲宮町が鷲宮町立郷土資料館として1998年（平成10年）8月4日に開館したもので、2010年（平成22年）3月23日の市町合併により現在名となった。この経緯があるため、常設展においては旧鷲宮町、とりわけ鷲宮神社関連についての資料が中心となっている。

### 展示室1
常設展の展示室であり、以下のテーマで展示されている。
- 市の歴史について
- 鷲宮催馬楽神楽の用具やその歴史

### 展示室2
企画展・特別展用の展示室である。

## 開館日
開館時間は10時00分から18時00分である。休館日は、休日以外の月曜日、年末年始（12月28日から1月4日） 、休日の翌日、館内整理日（毎月最後の金曜日）である。燻蒸を行うために臨時休館になることもある。

## 入場料
基本的には無料である。特別展に関しては有料で開催することもある。